# Stanisław Szmajzner
Stanisław Szmajzner lub Szlomo Szmajzner (ur. 13 marca 1927 w Puławach, zm. 3 marca 1989 w Goiânia, w Brazylii) – więzień niemieckiego nazistowskiego obozu zagłady w Sobiborze i członek tamtejszego Sonderkommando, współorganizator i uczestnik powstania w obozie.
Do Sobiboru trafił mając 15 lat. Pracował tam jako złotnik. SS-mani zlecali mu wyrób m.in. grawerowanych sygnetów i ozdobnych uchwytów do pejczy – ze zrabowanego ofiarom złota. Brał udział w organizacji powstania w obozie 14 października 1943 zakończonego ucieczką ok. 300 więźniów. W ramach przygotowań do powstania dostarczył współwięźniom trzy karabiny wyniesione z niemieckiego magazynu, a w trakcie walki zastrzelił jednego z ukraińskich strażników.  Podczas ucieczki jego grupa 15 ocalałych Żydów napotkała grupę polskich narodowców, którzy otworzyli do nich ogień, zabijając 12. Szmajzner przeżył udając martwego. Po wojnie, w 1947 wyemigrował do Brazylii. W 1978 roku zidentyfikował ukrywającego się tam Gustava Wagnera – zastępcę komendanta SS-Sonderkommando Sobibor. Napisał książkę wspomnieniową Inferno in Sobibor.
W filmie Ucieczka z Sobiboru z 1987 r. w postać Szlomo Szmajznera wcielił się Simon Gregor. W filmie Sobibór z 2018 r. natomiast pojawiła się luźno inspirowana losami Szmajznera postać Szlomo, w którą wcielił się Ivan Zlobin.